# Gladiolus hajastanicus
Gladiolus hajastanicus är en irisväxtart som beskrevs av Elenora Tzolakovna Gabrieljan. Gladiolus hajastanicus ingår i släktet sabelliljor, och familjen irisväxter. Inga underarter finns listade i Catalogue of Life.